# Cirrospilus ornatus
Cirrospilus ornatus är en stekelart som först beskrevs av Durgadas Mukerjee 1975.  Cirrospilus ornatus ingår i släktet Cirrospilus och familjen finglanssteklar. Inga underarter finns listade i Catalogue of Life.